# Ecnomus mosleyi
Ecnomus mosleyi är en nattsländeart som beskrevs av Martynov 1935. Ecnomus mosleyi ingår i släktet Ecnomus och familjen trattnattsländor. Inga underarter finns listade i Catalogue of Life.